# Roberto Vargas
Roberto Vargas – chilijski judoka.
Brązowy medalista mistrzostw panamerykańskich w 1982 roku.